# Gregory Isaacs
Gregory Isaacs, född 15 juli 1951 i Kingston, Jamaica, död 25 oktober 2010 i lungcancer i London, Storbritannien, var en jamaicansk reggaesångare, enormt populär under 1970-talet i sitt hemland där han fick smeknamnet "The Cool Ruler". Han skrev och sjöng mestadels kärlekslåtar och hittade en nisch i sub-genren Lovers rock innan denna ännu inte hade hunnit få sitt namn i mitten av 1970-talet. Av och till gjorde han även samhällskritiska låtar. Till hans mest kända låtar hör "Slave Master", My Only Lover, Sinner Man, Mr. Cop och Night Nurse. Den sistnämnda låten blev så småningom internationellt känd och covers spelades bl.a. in av Simply Red.
Isaacs flyttade som barn till Denham Town i västra Kingstons slum. Han slog igenom redan som tonårig vokalist, men först med "My Only Lover" 1973 klättrade han överst på topplistorna i Jamaica. Omkring 1980 hade han börjat betraktas som en av reggaens ledande artister. Genom sina album på Virgin Records (från 1978) nådde han den brittiska publiken, och därmed även de västeuropeiska reggaelyssnarna. Isaacs karriär under 1980-talet förstördes delvis av fängelsevistelser och kokainmissbruk, men han lyckades ändå släppa ständigt nya album. Jättehiten "Night Nurse" släpptes 1982, på hans första album för Island Records. Missbruket medförde dock att rösten förstördes, och Isaacs föll i glömska under 1990-talet. Efter millennieskiftet kom han tillbaka, rehabiliterad men märkt. Hans sista album togs relativt väl emot av musikkritiker, men sålde inte i några större mängder.

## Diskografi
Gregory Isaacs har släppt en enorm mängd LP- och CD-album under sin karriär. Flertalet är samlingsalbum eller omstuvat och nymixat material. Följande album räknas som studioalbum med mestadels ny musik:
- 1975 – In Person (Trojan)
- 1976 – All I Have Is Love (Trojan)
- 1977 – The Best Of Vol. 1 (GG's)
- 1977 – Extra Classic (African Museum)
- 1977 – Mr Isaacs (DEB)
- 1978 – Cool Ruler (Front Line)
- 1978 – Slum in Dub (Burning Sounds)
- 1979 – Soon Forward (Front Line)
- 1979 – Gregory Isaacs Meets Ronnie Davis (med Ronnie Davis) (Plant)
- 1980 – Showcase (Taxi)
- 1980 – Lonely Lover (Pre)
- 1981 – More Gregory (Pre)
- 1981 – The Best Of Vol. 2 (GG's)
- 1982 – Night Nurse (Island/Mango)
- 1983 – Out Deh! (Island/Mango)
- 1984 – Let's Go Dancing (Jammy's)
- 1985 – Judge Not (med Dennis Brown) (Greensleeves)
- 1985 – Private Beach Party (RAS)
- 1985 – Easy (Tad's)
- 1986 – Double Dose (med Sugar Minott) (Blue Trac)
- 1987 – All I Have is Love Love Love (Tad's)
- 1987 – Victim (VP)
- 1987 – Watchman of the City (Rohit)
- 1988 – Come Along (Live & Love)
- 1988 – Red Rose for Gregory (RAS)
- 1989 – Warning (Firehousd)
- 1989 – I.O.U. (RAS)
- 1990 – On The Dance Floor (Heartbeat)
- 1990 – Call Me Collect (RAS)
- 1991 – Set Me Free (Vine Yard)
- 1991 – No Intention (VP)
- 1991 – Boom Shot (Shanachie)
- 1991 – State of Shock (RAS)
- 1991 – Past and Future (VP)
- 1992 – Pardon Me! (RAS)
- 1992 – Rudie Boo (Star Trail)
- 1993 – Unattended (Pow Wow)
- 1993 – Unlocked (RAS)
- 1994 – Midnight Confidential (Greensleeves)
- 1995 – Dreaming (Heartbeat)
- 1995 – Not a One Man Thing (RAS)
- 1986 – Private Lesson (Heartbeat)
- 1996 – Mr. Cool (VP)
- 1996 – Maximum Respect (House of Reggae)
- 1997 – Hold Tight (Heartbeat)
- 1997 – Hardcore Hits (Ikus)
- 1998 – Kingston 14 Denham Town (Jamaican Vibes)
- 1999 – New Dance (Prestige)
- 1999 – Turn Down The Lights (Artists Only)
- 2000 – So Much Love (Joe Gibbs Music)
- 2000 – Future Attraction (VP)
- 2000 – Father & Son (som "Gregory Isaacs & Son" – med Kevin Isaacs) (2B1)
- 2002 – It Go Now (2B1)
- 2004 – Life's Lonely Road (Snapper)
- 2004 – Give It All Up (Heartbeat)
- 2004 – Rat Patrol (African Museum)
- 2004 – Masterclass (Greensleeves)
- 2005 – Revenge (P.O.T.)
- 2005 – Substance Free (Vizion Sounds)
- 2008 – Hold Tight (Mafia & Fluxy)
- 2008 – Brand New Me (African Museum)